# Бајо Арменонвил
Бајо Арменонвил (фр. Bailleau-Armenonville) насеље је и општина у централној Француској у региону Центар (регион), у департману Ер и Лоар која припада префектури Шартр.
По подацима из 2011. године у општини је живело 1.406 становника, а густина насељености је износила 80,53 становника/km². Општина се простире на површини од 17,46 km². Налази се на средњој надморској висини од 122 метара (максималној 158 m, а минималној 107 m).

## Демографија
| 1962. | 1968. | 1975. | 1982. | 1990. | 1999. | 2011. |
| ----- | ----- | ----- | ----- | ----- | ----- | ----- |
| 645   | 682   | 727   | 818   | 1.044 | 1.179 | 1.406 |

График промене броја становника у току последњих година